# Menelao (figlio di Lago)
Menelao (in greco antico: Μενέλαος?, Menélaos; fl. IV-III secolo a.C.) è stato un nobile e militare macedone antico, fratello del re d'Egitto Tolomeo I Sotere.

## Origini familiari
Menelao nacque da Lago, un generale macedone al tempo di Filippo II; era l'unico fratello, o fratellastro, conosciuto del diadoco Tolomeo, primo faraone e fondatore della dinastia tolemaica.

## Biografia
Nel 313 a.C., insieme a Seleuco, si recò sull'isola di Cipro per conto del fratello Tolomeo I, riunificando le città-stato sotto il controllo di Nicocreonte, re di Salamina. Alla morte di questi, nel 311 a.C., Menelao fu nominato governatore militare (στρατηγός, strategós) di Cipro; amministrò l'isola fino al 306 a.C., quando venne conquistata da Demetrio Poliorcete, figlio del re di Macedonia Antigono I Monoftalmo. Fu successivamente sacerdote eponimo di Alessandro per cinque volte, l'ultima delle quali nel 284/283 a.C.